# Fødevareskandale
En fødevareskandale er en sag, hvor offentligheden får kendskab til, at en fødevare er af dårligere eller anden kvalitet end deklareret eller at den er farlig.
I større fødevareskandaler kan der ske dødsfald, før offentligheden får viden om sagen.
Sagerne kan opstå efter mangelfuld fødevarekontrol eller svindel.

## Eksempler
I 1986 døde 19 mennesker efter italienske vinproducenter havde tilsat træsprit til vin.
Sagen betød, at Italiens vineksport blev hårdt ramt.
I den kinesiske mælkepulverskandale i 2008 døde mindst seks børn og næsten 300.000 blev syge af mælk tilsat melamin.
Tilsætningen betød højere afregningspris for mælkeproducenterne. Sagen endte med dødsstraf til to.
I marts 2006 afslørede DR's tv-program Kontant, at en dansk kødgrosist havde tonsvis af kød lagret, hvor salgsdatoen var overskredet.
Denne kødskandale endte med, at Lars Barfoed måtte gå af som minister.
Få år senere fandt samme tv-program at supermarkedskæderne Kvickly og Super Best ulovligt datomærkede deres kød om.
Den afsløring kom to år efter, at en lignende kødskandale var afsløret i det svenske tv-program Uppdrag Granskning. Her var ICA afsløret i systematisk dato-ommærkning.
En europæisk hestekødskandale opstod i 2013, efter irske fødevaremyndigheder fandt spor af heste-DNA i 10 af 27 burgerprodukter hos supermarkedskæden Tesco.
Herefter fandt Storbritanniens, Frankrigs og Sveriges myndigheder også hestekød i produkter, der var deklareret oksekød.
Hestekødet blev sporet i frost-lasagne fra det svenske firma Findus, der havde kødet fra det franske firma Comigel.
Øjensynligt stammer kødet fra Rumænien, en fabrik i Luxembourg
og mellemhandlere fra Holland og Cypern.
Fransk politi mente at det var det franske firma Spanghero, der havde købt kødet som hestekød og solgt det videre som oksekød. Firmaet afviste de beskyldninger.
Omfanget fik EU's forbrugerkommissær Tonio Borg til at foreslå en omfattende DNA-test af kød i EU-lande.